# Burg Rýsov
Die Burg Rýsov befand sich oberhalb der Ortschaft Provodov auf dem Komonetzkamm der Vizovická vrchovina in Tschechien.

## Geographie
Die Reste der abgegangenen Spornburg liegen auf einem Sporn am Nordosthang des Čertův kámen (Teufelstein, 542 m) unmittelbar am gleichnamigen Felsstock über dem Tal des Ludkovický potok. Gegen Osten erheben sich die Baba (635 m), der Komonec (672 m) und die Brda (600 m) und südlich der Oberský (483 m). Umliegende Ortschaften sind Provodov im Norden, Malenisko und Horní Lhota im Osten, Podhradí, Pozlovice und Řetechov im Südosten, Pradlisko im Süden sowie Březůvky im Westen.

## Geschichte
Die Burg Rýsov wurde nach archäologischen Funden zwischen der zweiten Hälfte des 13. und ersten Hälfte des 14. Jahrhunderts erbaut. Ihr Bauherr ist nicht bekannt. Es gilt als sicher, dass sie dem Schutz vor Einfällen aus Ungarn diente. Nach verschiedenen Überlieferungen soll Rýsov die älteste der drei Burgen auf dem Komonetzkamm gewesen und um 1360 durch Matthäus Csák ruiniert worden sein. Diese gehen davon aus, dass die zweieinhalb Kilometer östlich gelegene Burg Světlov als Ersatzbau für Rýsov errichtet worden sei. Andererseits wird Rýsov als südwestlicher Teil einer Landesverteidigungslinie Rýsov - Světlov - Engelsberg vermutet.
Erstmals schriftlich erwähnt wurde die bereits wüste Burg im Jahre 1517, als Jitka von Landstein und ihr Ehemann Joachim von Bieberstein die Herrschaft Světlov an Burian von Vlčnov verkauften.
Erhalten sind Reste von Gräben und Wällen um den Felsstock. Das Nichtvorhandensein von Mauerresten lässt darauf schließen, das die Burg aus Holz erbaut war. Insgesamt ist Rýsov noch wenig erforscht.

## Naturdenkmal Čertův kámen
Der Felsen Čertův kámen ist seit 1988 wegen ausgeprägter Formen der Sandsteinauswitterung auf einer Fläche von 1,86 ha als Naturdenkmal geschützt.